# 台形CSGダム

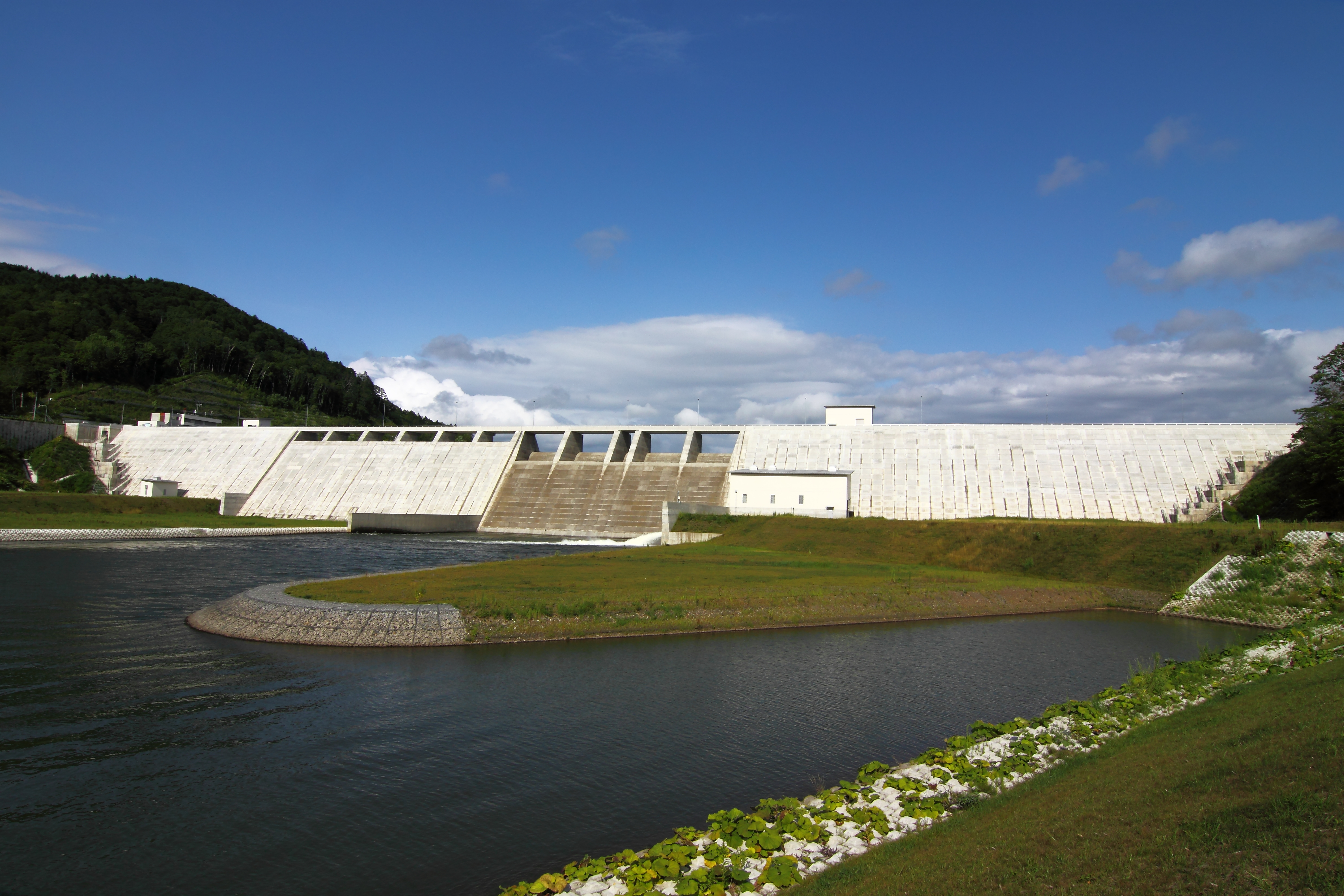
台形CSGダムの一つ当別ダム（北海道・当別川）

台形CSGダム（だいけいシーエスジーダム、英: trapezoid-shaped CSG dam, trapezoidal CSG dam）とは、ダムの型式の一つで、砂礫に水とセメントを配合して生成されたCSG (cemented sand and gravel) を台形状に盛り立てたコンクリートダムの一種である。日本において開発された最も新しい型式である。2018年現在日本においてのみ施工されている。

## 概要

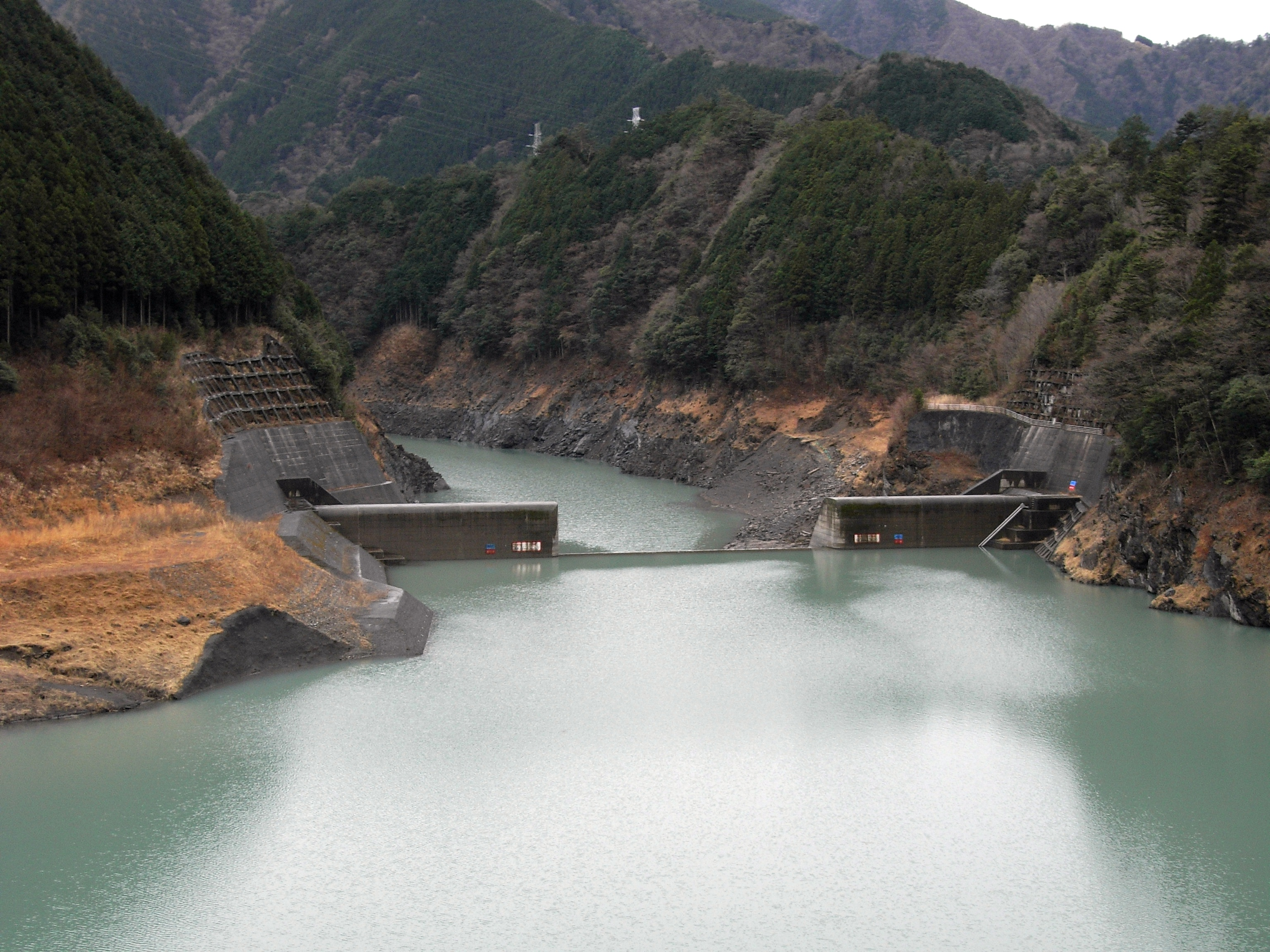
CSG工法の先駆けである長島貯砂ダム（上流より撮影）

CSGとは、直訳で「セメントで固めた砂礫」で、現地の原石山で比較的容易に採取できる砂礫に水とセメントを混合した材料である。通常なら骨材を選定する必要があるが、良質・粗悪なものを混合することがCSGの肝である。台形状にしたのは経済的、強度的にダムとしての必要条件を満たすためである。
財団法人ダム技術センターが開発したダムであり、河川管理施設等構造令の適用除外規定における大臣特認制度適用ダム（参照）として申請された。CSG工法としては、1999年（平成11年）3月に長島ダム（大井川・国土交通省中部地方整備局）の上流仮締切で施工されたのが最初であり、長期供用する河川施設としては同じ長島ダムの貯砂ダムに適用された。貯水ダムとしては2005年（平成17年）に沖縄県の億首ダム（当時、のちに金武ダムに改名）が第1号に認定され、着工されている。
ダム本体工事において設計・施工・材料の合理化が最も重要となっているが、台形CSGダムについては材料採集の簡便化による「材料の合理化」が最たる特徴である。また、それに伴うコスト縮減やダム現場周辺の良質な材料の採取が難しい状況やコスト縮減等の観点から、ダム型式をロックフィルダムや重力式コンクリートダムから国土交通省の了解を得た上で、変更した例も見受けられる。
長島ダムの上流仮締切をはじめ幾つかのダムで、ダム本体施工に向けて着実に実験的に試験施工は実施されたが、長期的な供用（強度、耐用年数および大規模地震（L2地震動）に対する安全性など）については、現時点では未知数である。

## 日本の台形CSGダム一覧
台形CSGダムは日本においてのみ、5箇所が完成・運用中で、3ダムが施工中、2ダムが計画中である。
なお、滋賀県の北川第一ダム（麻生川）と北川第二ダム（北川）については鳩山由紀夫内閣の国土交通大臣であった前原誠司によるダム事業見直し政策に伴う国土交通省による事業検証の結果、2012年に事業が中止されている。当時計画中の4ダムに関しても全て事業の再検証が行われたが、いずれも事業を継続することとなった。
| 所在地 | 水系   | 河川     | ダム             | 高さ  | 総貯水容量 | 事業者     | 着工年 | 完成年 | 備考       |
| ------ | ------ | -------- | ---------------- | ----- | ---------- | ---------- | ------ | ------ | ---------- |
| 北海道 | 厚真川 | 厚真川   | 厚幌ダム         | 47.2  | 47,400     | 北海道     | 1986   | 2018   |            |
| 北海道 | 天塩川 | サンル川 | サンルダム       | 46.0  | 57,200     | 国土交通省 | 1988   | 2018   |            |
| 北海道 | 石狩川 | 当別川   | 当別ダム         | 52.0  | 74,500     | 北海道     | 1980   | 2012   |            |
| 北海道 | 石狩川 | 奔別川   | 三笠ぽんべつダム | 53.0  | 8,620      | 国土交通省 | 1985   | 未定   | 本体工事中 |
| 秋田県 | 子吉川 | 子吉川   | 鳥海ダム         | 81.0  | 47,200     | 国土交通省 | 1993   | 未定   | 計画中     |
| 秋田県 | 雄物川 | 成瀬川   | 成瀬ダム         | 114.5 | 78,500     | 国土交通省 | 1983   | 未定   | 本体工事中 |
| 宮城県 | 鳴瀬川 | 筒砂子川 | 鳴瀬川ダム       | 107.5 | 45,600     | 国土交通省 | 2013   | 未定   | 本体工事中 |
| 佐賀県 | 嘉瀬川 | 神水川   | 嘉瀬川ダム副ダム | 29.3  | 1,300      | 国土交通省 | 2008   | 2010   |            |
| 長崎県 | 本明川 | 本明川   | 本明川ダム       | 64.0  | 8,600      | 国土交通省 | 1990   | 未定   | 計画中     |
| 沖縄県 | 億首川 | 億首川   | 金武ダム         | 39.0  | 8,560      | 国土交通省 | 1978   | 2013   |            |

## 参考資料
- 財団法人日本ダム協会『ダム便覧』ダム事典（用語・解説） - CSG2011年11月4日閲覧